# Jeroen Akkermans
Jeroen Akkermans (1963) is een Nederlands journalist. Sinds 2001 reist Akkermans vanuit standplaats Berlijn door Duitsland, Oost-Europa en de Balkan als correspondent voor RTL Nieuws.

## Loopbaan
Akkermans begon in 1989 als producent, redacteur en verslaggever op de speciale Europa-redactie van RTL Nieuws. In 1991 werd hij correspondent in Moskou. Ervaring deed hij al eerder op tijdens journalistieke werkzaamheden voor onder meer Super Channel, Reuters-TV en European Business Today. In Rusland maakte hij de documentaire Gijzelaars van de Goelag.
In 1994 ontving hij de Dick Scherpenzeel Prijs voor zijn reportages over de oorlog in Tsjetsjenië.
Van 1996 tot 2001 was Akkermans correspondent in Londen. Hier maakte hij onder andere de documentaires Labour is Dead, leve New Labour over de Britse verkiezingen van 1997, Heimwee naar de Gevangenis over de jeugdgevangenis Feltham, Get Up Stand Up over stand-upcomedy en Erfenis van een Prinses, de Mythe van Prinses Diana.
In 2002 maakte hij de documentaire De Schröder en Stoiber TV-show.
Op 12 augustus 2008 raakte hij gewond aan zijn been tijdens een Russisch bombardement in de Georgische stad Gori. Cameraman Stan Storimans kwam hierbij om het leven. In 2009 ging Akkermans terug naar Georgië en maakte de documentaire Onderzoek in Gori: de dood van Stan Storimans, over de toedracht van de raketaanval op 12 augustus 2008. Akkermans heeft, samen met de weduwe van Storimans en de Georgische nabestaanden van de aanval op Gori, Rusland aangeklaagd bij het Hof van de Mensenrechten in Straatsburg.
In 2009 verscheen zijn boek Er zijn grenzen, over de nieuwe ontwikkelingen in Oost-Europa.